# Qatar National Bank
Qatar National Bank (QNB Group) (in arabo بنك قطر الوطني‎?) è una banca commerciale del Qatar con sede a Doha. È quotata in Borsa e opera in più di 31 paesi nel mondo con più di 4.300 agenzie e uffici di rappresentanza. QNB Group è la banca leader in Medio Oriente e Africa e gode di un rating elevato da parte delle principali agenzie. Nel 2016 contava più di 20 milioni di clienti e 28.000 dipendenti in 31 paesi. Nel 2016 ha acquistato il 99,8% del capitale della banca turca Finansbank per 2,7 miliardi di euro.
Fondata nel 1964 e nazionalizzata nel 2013 dal governo del Qatar, che oggi detiene il 50% del capitale attraverso la Qatar Investment Authority. L'altra metà è pubblica.
Dal 2011 QNB Group sponsorizza il Paris Saint-Germain.

## Storia
QNB è stata fondata nel giugno 1964 come prima banca commerciale del paese di proprietà nazionale. Aveva 35 dipendenti nel suo primo anno e inizialmente aveva sede in un edificio di proprietà del governo nella capitale del Qatar, Doha.  Le due valute in circolazione all'epoca erano la rupia indiana e la sterlina britannica. Mentre la popolazione del Qatar continuava ad aumentare nel corso del secolo, QNB iniziò a stabilire filiali in altre parti del paese.
Nel 1974 furono aperte le prime filiali fuori Doha ad Al Khor e Mesaieed. La banca ha installato i suoi primi bancomat nel 1988 nelle filiali di Doha e, l'anno successivo, ha introdotto le carte VISA per i suoi clienti. Nel 2015 aveva aperto 76 filiali in Qatar. La Qatar National Bank (QNB) controlla una partecipazione dell'82,59% nella Bank QNB Indonesia.
Come altre società del Qatar, QNB persegue una strategia di espansione internazionale estremamente aggressiva, con l’Europa occidentale e la Francia in particolare come obiettivo primario. QNB è infatti posseduta al 50% dalla Qatar Investment Authority. Questo fondo sovrano ha investito massicciamente in immobili prestigiosi a Parigi e ha acquisito luoghi simbolici della città come l'Hôtel Lambert sull'Île Saint-Louis, l'Hôtel de Coislin sulla Place de la Concorde e il Royal Monceau.
Nel dicembre 2012, QNB ha acquisito il 77,17% di Société Générale nella sua filiale egiziana, che conta più di 4.000 dipendenti e 160 agenzie, per 1,97 miliardi di dollari.
Nel giugno 2013, QNB ha firmato un memorandum d'intesa con la banca marocchina Attijariwafa Bank. L'obiettivo della QNB era quello di acquistare il gruppo marocchino ma, secondo un articolo pubblicato sul quotidiano L'Opinion, l'operazione non è andata in porto perché “a Rabat lo spaventapasseri del Qatar fa paura".
Nel settembre 2014, la Qatar National Bank ha acquisito una partecipazione del 23,5% in Ecobank, una banca dell'Africa occidentale, attraverso due quote successive del 12,5% per un importo sconosciuto e poi dell'11,6% per 283 milioni di dollari. La Qatar National Bank diventa così il maggiore azionista del Gruppo.
Nel dicembre 2015, QNB annuncia l'acquisizione di Finansbank, la filiale turca della Banca Nazionale di Grecia, per 2,75 miliardi di euro.
Nell'aprile 2018, il management della banca annuncia di avere 22 milioni di clienti, più di 28.000 dipendenti distribuiti in 1.200 sedi e quasi 4.300 sportelli bancomat. Nel luglio 2018, pubblica, per l'esercizio della prima metà del 2018, un utile netto di 7,1 miliardi di riyal del Qatar (in aumento del 7%). Per i nove mesi terminati il 30 settembre 2020, l’utile netto è stato di 9,5 miliardi di QR (2,6 miliardi di dollari). Anche il totale delle attività è aumentato dell’8% dal 30 settembre 2019, raggiungendo i 986 miliardi di QR (271 miliardi di dollari).

## Controversie

### Fuga di dati
Nell'aprile 2016 è stata resa pubblica una fuga di dati dalla banca. I file trapelati sono stati pubblicati su Cryptome.
I file contenevano i dati personali dei clienti della banca, nonché informazioni sulle carte di credito e password. La fuga di notizie è stata suddivisa in cartelle per singoli gruppi di clienti; tra questi figuravano la famiglia reale del Qatar, Al Thani, funzionari della sicurezza statale, personale di Al Jazeera Media Network, l'azienda giornalistica finanziata gli dallo stato del Qatar, l'ex agenzia di intelligence nazionale del Qatar Mukhabarat, la controparte dell'intelligence straniera britannica MI6 attualmente attiva e le loro anonime controparti francesi e polacche.
Inoltre gli hacker, la cui identità rimane sconosciuta, hanno rivelato in un file speciale che il predicatore estremista Yūsuf al-Qaraḍāwī, associato a diverse organizzazioni terroristiche, aveva numerosi conti presso la Qatar National Bank.

### L'acquisizione di Printemps
QNB è stata coinvolta nell'acquisizione dei famosi grandi magazzini Printemps da parte di investitori del Qatar. Infatti, dopo il riacquisto delle partecipazioni di Deutsche Bank e del gruppo italiano Borletti nel 2013, il consorzio di investitori del Qatar ha trasferito il debito di Printemps a una società di Doha invece di cancellarlo come previsto. A tale scopo, la società ha chiesto al gruppo Printemps un tasso di interesse dell'8% per trasferire il prestito contratto con la Qatar National Bank.